# Pastorat (Dänemark)
Pastorat (dän., dt. Pastorat, Pfarrbezirk; auch præstekald, dt. Pastorenamt) heißt das geografische Gebiet, für das ein Pastor der evangelisch-lutherischen Kirche in Dänemark (Dänische Volkskirche) verantwortlich ist.
Das Pastorat kann aus einem oder mehreren Sprengeln (dän. sogn) bestehen. Im zweiten Fall heißt das Wohnsprengel des Pastors Hauptsprengel (hovedsogn), die übrigen werden als Nebensprengel oder Filialgemeinden (annekssogn) bezeichnet.
Bei der Bildung weltlicher Kommunalstrukturen in Dänemark 1803 waren die neuen Landgemeinden geografisch deckungsgleich mit den bestehenden Pastoraten.